# Valentin Linhof
Valentin Linhof (* 1854; † 1929) war ein deutscher Fotokamerakonstrukteur, Erfinder und Firmengründer.
Linhof gründete 1887 in München ein Fotoatelier und entwickelte dort den ersten eingebauten Kameraverschluss, für den er noch im gleichen Jahr in Paris die Goldmedaille gewann. 1889 stellte er die erste Fotokamera in einem Ganzmetallgehäuse mit einer Kippstandarte vor, ein Modell das vom Münchner Präzisionstechniker Joseph Barth gestaltet wurde und die Grundlage für die Weiterentwicklungen im Valentin-Linhof-Präzisions-Kamerawerk bildete. 1892 ließ er sich den ersten in die Linse eingebauten Verschluss patentieren. Nach Linhofs Tod übernahm Nikolaus Karpf das nach Gandolfi älteste Präzisions-Kamerawerk der Welt, heute unter dem Namen Linhof Präzisions-Systemtechnik GmbH bekannt.
1981 wurde in München eine Straße nach Linhof benannt. Zuvor hieß die Straße zuerst Forstenrieder Straße, dann Hindenburgstraße.